# خط راه‌آهن خواف-هرات
خط‌آهن خواف-هرات خط راه‌آهنی استاندارد است که قرار است خواف در ایران را به شهر هرات در غرب افغانستان متصل کند. این راه‌آهن در چهار بخش ساخته می‌شود که دو بخش آن در خاک ایران و دو بخش در خاک افغانستان قرار دارد. جمهوری اسلامی ایران ساخت سه قطعه اول این پروژه را از محل کمک‌های خود به افغانستان تقبل نموده‌است. از این مسیر ریلی به عنوان احیاگر جاده ابریشم ریلی یاد شده است.
اولین محموله تجاری به صورت آزمایشی در روز دوازدهم آذرماه سال ۱۳۹۹ به وسیله قطار از ایران بارگیری و وارد خاک افغانستان شد. در ۲۰ آذر همان سال حسن روحانی و محمد اشرف غنی، روسای جمهور ایران و افغانستان، در مراسمی که از طریق ویدئو کنفرانس برگزار شد اولین خط آهن میان این دو کشور را افتتاح کردند. پروژه ساخت این خط آهن از ایران در سال ۱۳۸۶ و در خاک افغانستان در سال ۱۳۹۵ آغاز شده بود. طول این خط آهن ۲۲۵ کیلومتر است.

## اهمیت این مسیر ریلی در اقتصاد دو کشور
این مسیر ریلی قطعه ای از مسیر راهگذر بین المللی شرق به غرب است و چین را از طریق ازبکستان، ‌افغانستان و ایران به سمت ترکیه و اروپا متصل می‌کند و در کاهش هزینه‌های صادرات و باربری کالاهای چینی به اروپا نقش مهمی دارد. این مسیر ظرفیت حمل و نقل یک میلیون مسافر و حدود ۶ میلیون تن کالا را در سال دارد.